# 배영만
배영만(1959년 12월 13일 ~ )은 대한민국의 희극인 겸 연기자이다. 1983년 MBC 개그콘테스트로 데뷔했다. '알았다고요~' '맞다고요'라는 유행어로 많을 인기를 끌었다.

## 출신 학교
- 제천고등학교 졸업
- 상지대학교 영어영문학과 1년 중퇴
- 한국교통대학교 토목학과 졸업

## 출연 작품

### 유행어
- 알았다고요
- 맞다고요
- 마지막이라고요
- 아니라고요
- 할거라고요
- 나가라고요
- 난, 잘 모른다고요

코미디
- 일요일 밤의 대행진 (화이팅 황순경)
- 청춘만만세
- 청춘행진곡 (황야에 뜨는 별)

### 드라마
- 2002년 SBS 월화드라마 《야인시대》 - 김희갑 역(특별출연)
- 2004년 SBS 대하드라마 《장길산》 - 오만돌 역
- 2008년 KBS1 농촌드라마《대추나무 사랑걸렸네》
- 2014년 TVB 옴니버스 드라마 《사랑의 순간》

### 방송
- 기분 좋은 날 (텔레비전 프로그램)
- TV는 사랑을 싣고
- 아침마당

### 광고
- 한국야쿠르트 왕뚜껑 (최영준과 함께 출연)

## 인간 관계
- 희극인 최병서, 희극인 겸 연기자 이재포와 절친한 친구 관계이다.

## 가족 관계
- 배우자 : 김수정
  - 아들 : 배강민